# Кавалино (Лече)
Кавалино (итал. Cavallino) је насеље у Италији у округу Лече, региону Апулија.
Према процени из 2011. у насељу је живело 7959 становника. Насеље се налази на надморској висини од 38 м.

## Становништво
| 1936. | 1951. | 1961. | 1971. | 1981. | 1991. | 2001.  | 2011.  |
| ----- | ----- | ----- | ----- | ----- | ----- | ------ | ------ |
| 3.357 | 4.067 | 5.102 | 6.489 | 7.578 | 9.314 | 10.621 | 11.913 |